# Strzelin
Střelín (polsky Strzelin, německy Strehlen) je město v jihozápadním Polsku v Dolnoslezském vojvodství, sídlo okresu Strzelin. Je centrem městsko-vesnické gminy Strzelin. V letech 1975–1998 administrativně náleželo do Vratislavského vojvodství. Město leží na hranici Krkonošsko-jesenického podhůří, 37 km jižně od Vratislavi. Protéká jím řeka Oława. V roce 2023 zde žilo 11 984 obyvatel.
Zdejší žulový lom patří s rozlohou 19,5 ha a hloubkou 123 m mezi největší v Evropě.

## Historie
První písemná zmínka o městě pochází z 12. století. V době pobělohorské se toto místo, stejně jako Vratislav, Münsterberg a Břeh, stávalo útočištěm pobělohorských exulantů. 
Dne 3. srpna 1630 zde zemřel Karel z Kounic, významná osobnost českého stavovského povstání, postihy se ale netýkaly jeho nejmladšího bratra Lva Viléma z Kounic, o jehož osudu rozhodl zemský soud a poté František z Ditrichštejna.
V roce 1748 střelínský magistrát prodával dva poplužní dvory, o něž měli exulanti zdržující se v Münsterbergu zájem pro zřízení nové české kolonie pro 124 rodin (toto číslo později stouplo na 982 osob). Protože královské komoře Fridricha II. Velikého záleželo na vyřešení situace exulantů, výsledek se dostavil. V okolí Střelína byly založeny obce Husinec, Poděbrady, Penč a další drobné usedlosti. Po druhé světové válce byla česká menšina z těchto míst vypuzena Poláky.

## Partnerská města
- Frankenberg, Německo[4]
- Libchavy, Česko[4]
- Straelen, Německo[4]
- Svitavy, Česko[4]
- Trutnov, Česko[4]

## Galerie

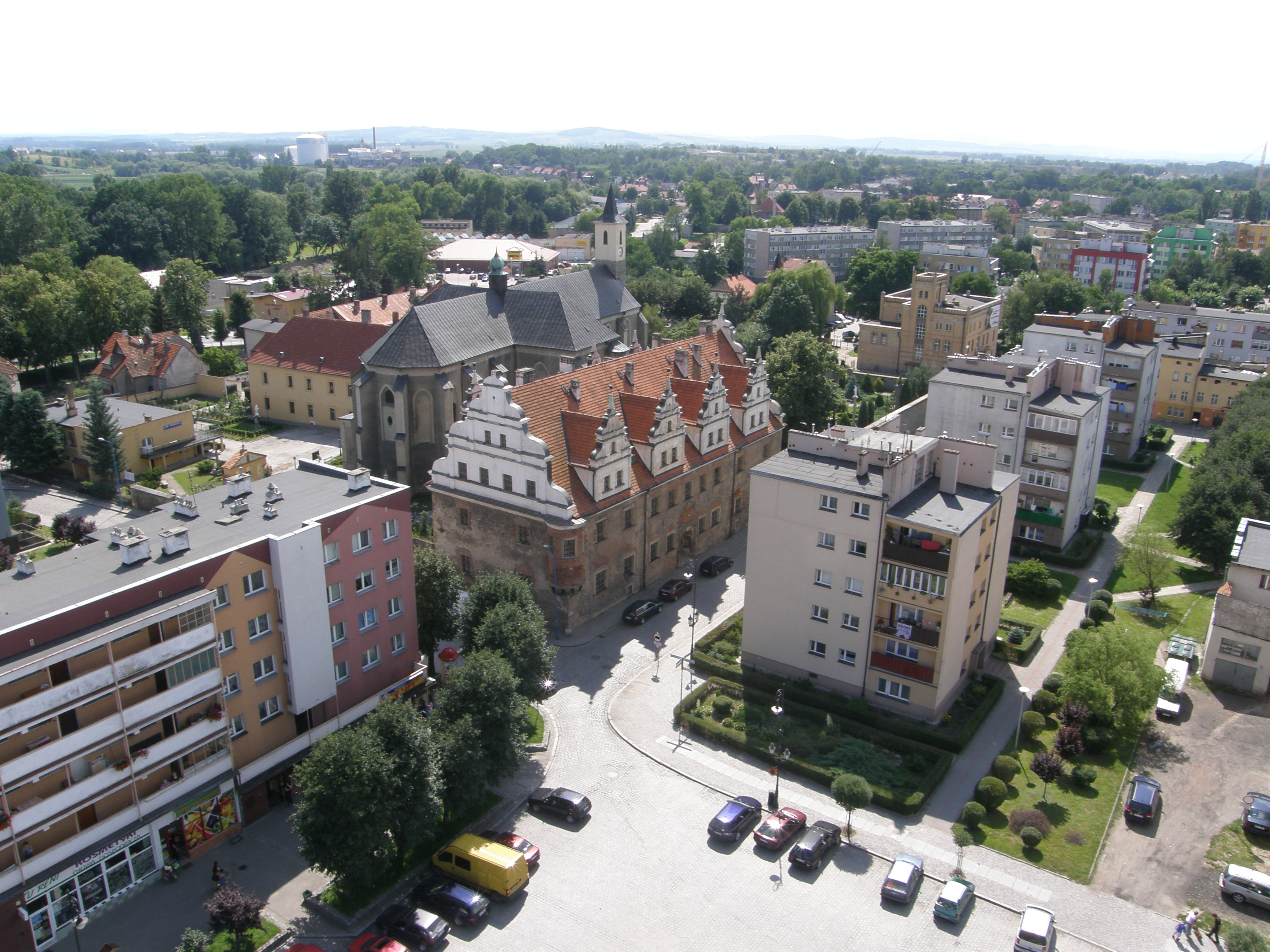
Pohled na město z radniční věže
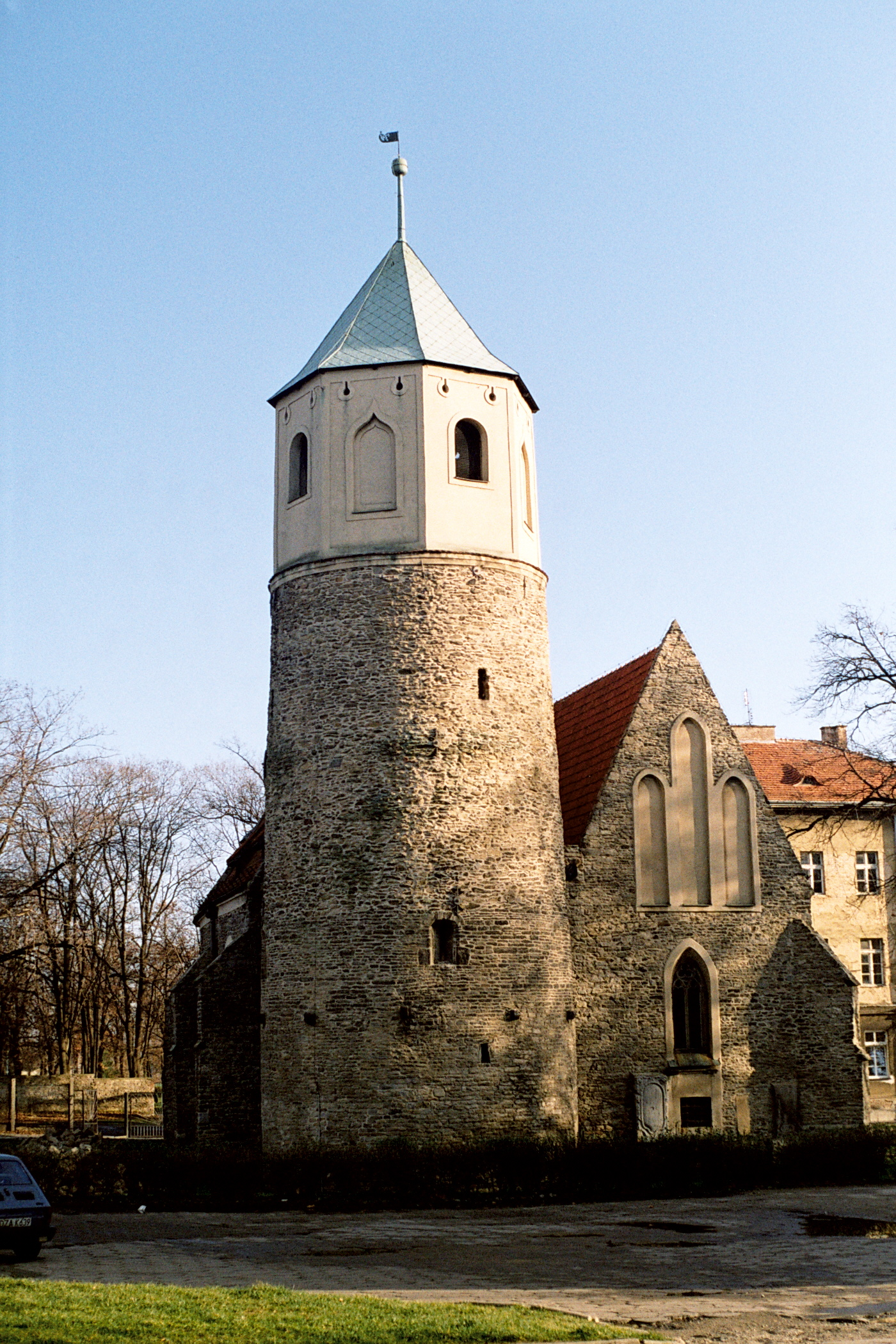
Rotunda sv. Gotarda
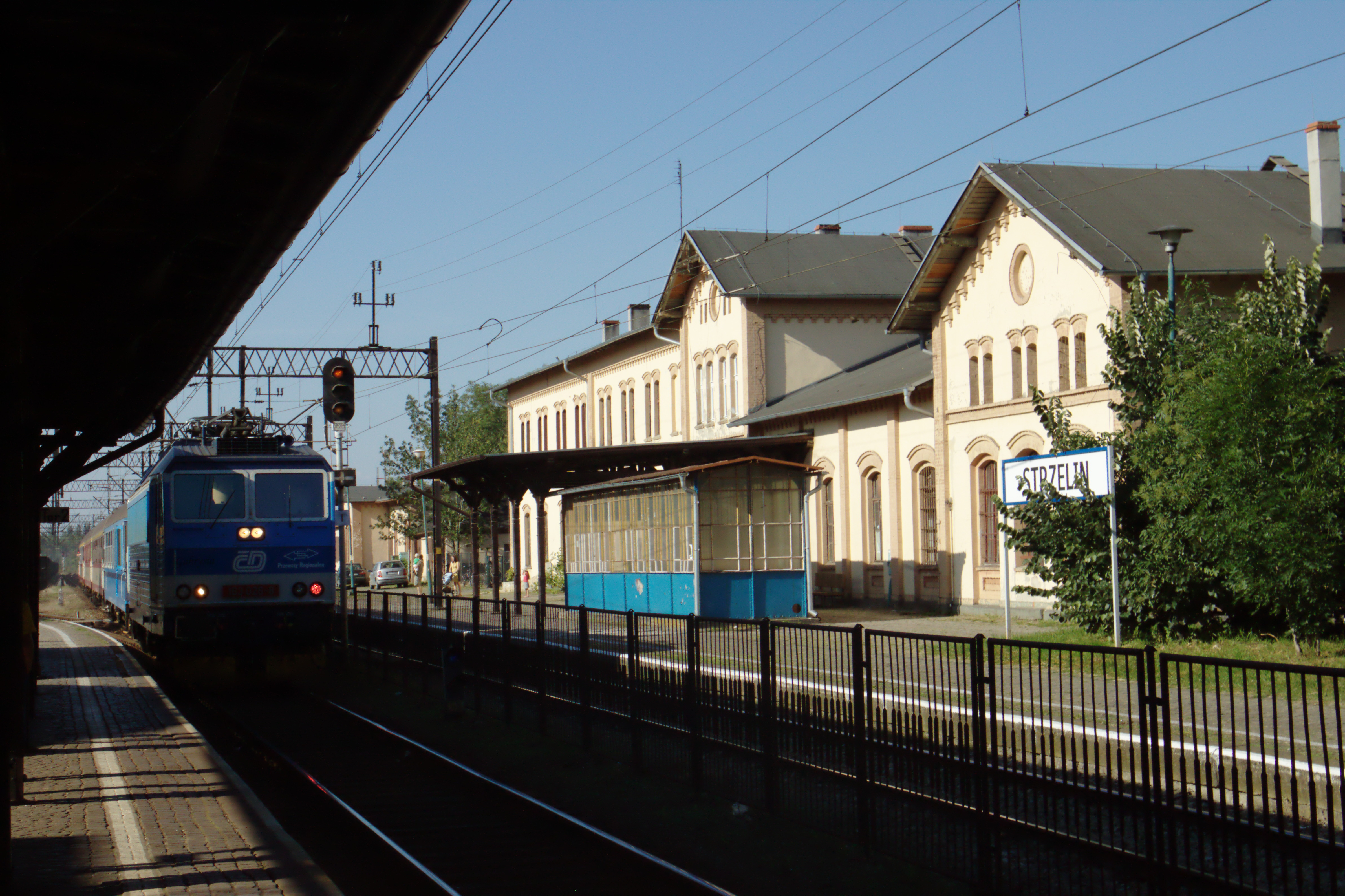
Střelínské nádraží
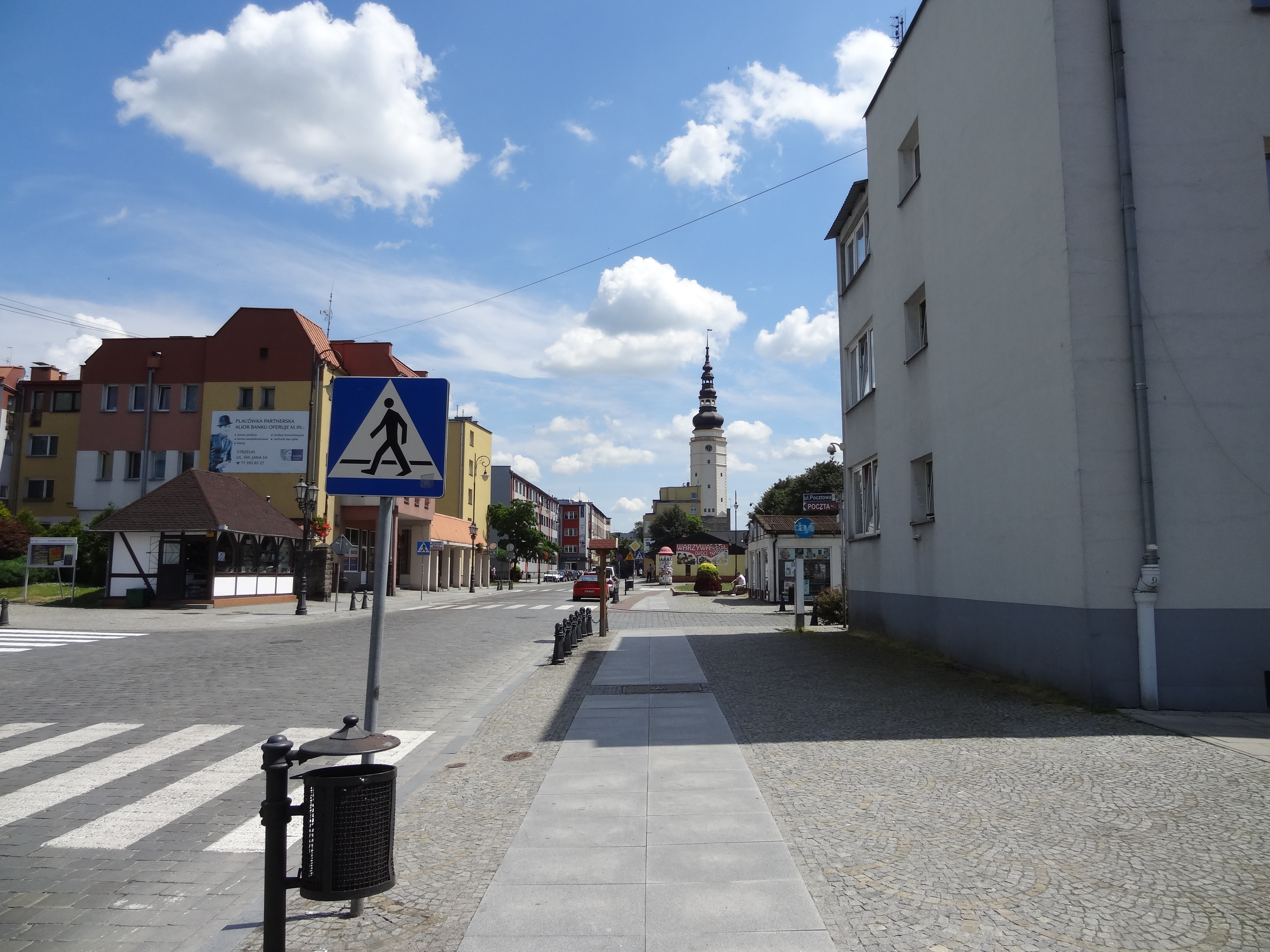
Centrum města